# Csider Károly
Csider Károly (Szkáros, 1827. január 7. – Rimaszombat, 1890. június 17.) ügyvéd, újságíró.

## Élete
Atyja Csider Antal református lelkész volt; ősei a katolikusok vallásüldözése elől menekültek Csehországból Magyarországba. Középiskoláit Sárospatakon végezte s a jogot a pesti egyetemen hallgatta. A szabadságharc alatt ő is honvéd lett és fél évig harcolt, midőn a Márczius Tizenötödike című laphoz állott belső munkatársnak; irt más szabadelvű lapokba is. 1875 nyarán a rimaszombati kerület megválasztotta országos képviselőjének. 1884 áprilisában lett a gömöri református egyházmegye főgondnoka.